# Hyacinthoides massartiana
Hyacinthoides massartiana är en sparrisväxtart som beskrevs av Daniel Geerinck. Hyacinthoides massartiana ingår i släktet klockhyacinter, och familjen sparrisväxter. Inga underarter finns listade i Catalogue of Life.

## Bildgalleri

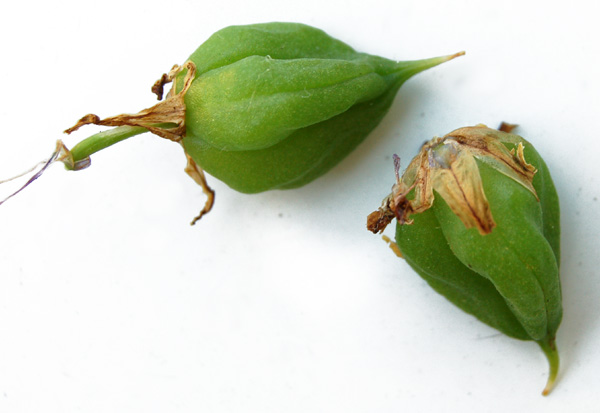
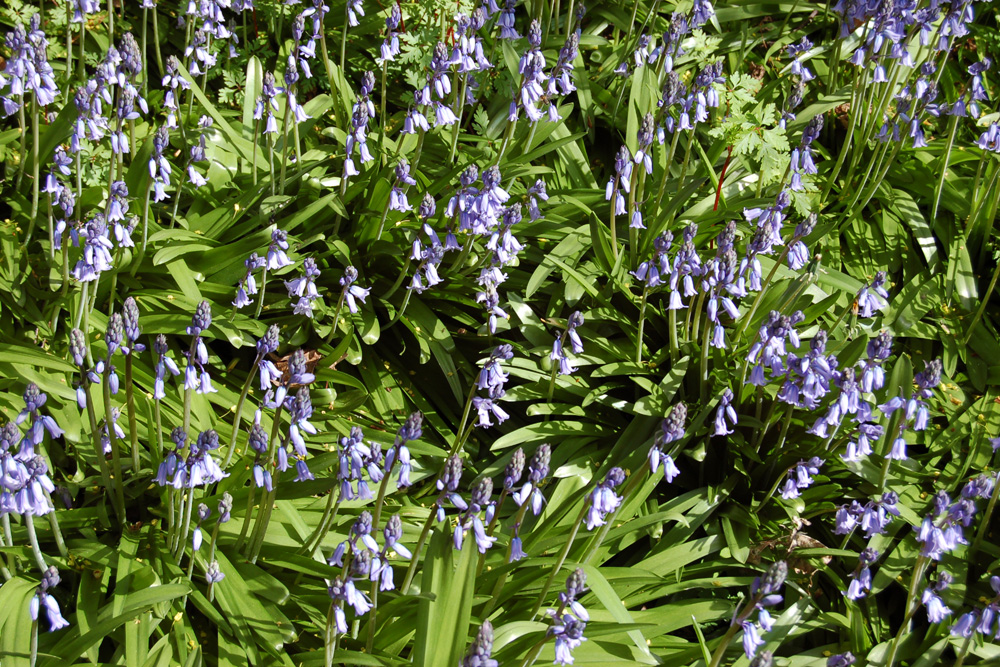
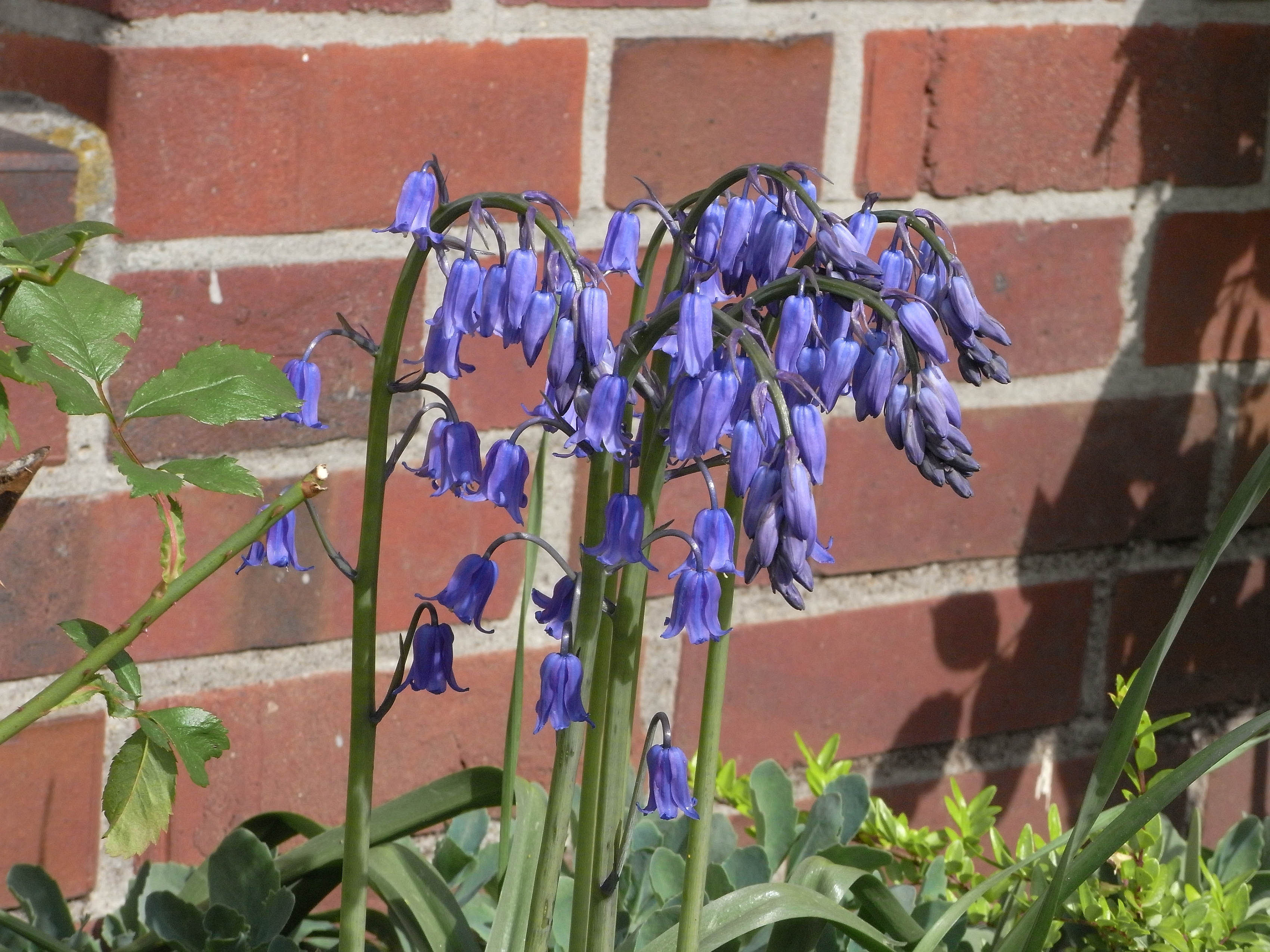
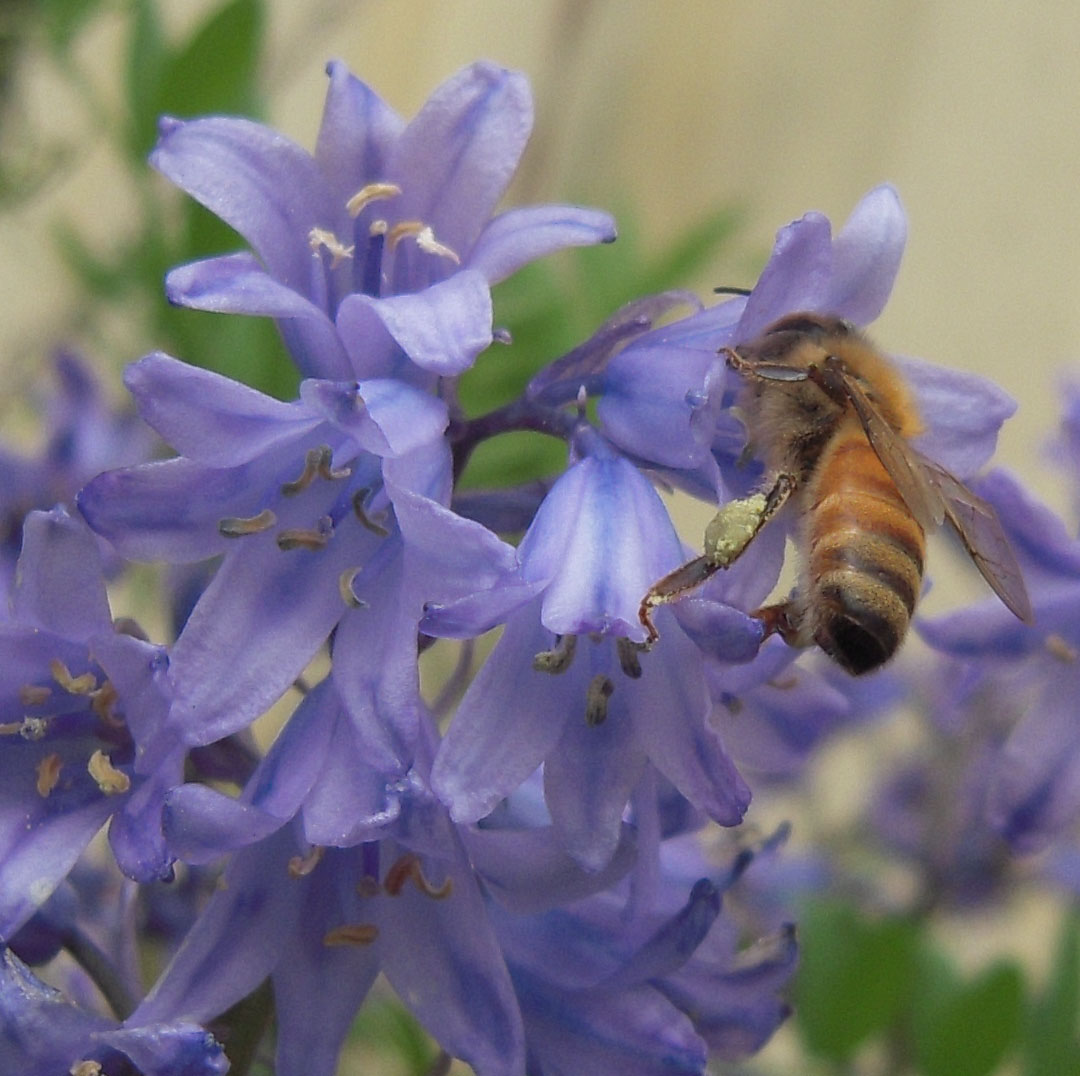
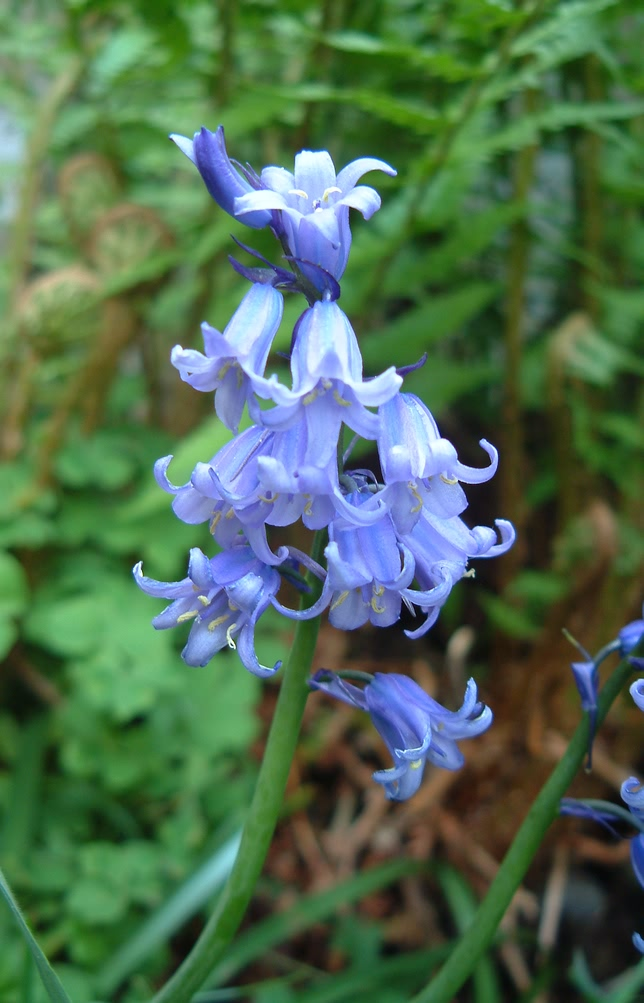
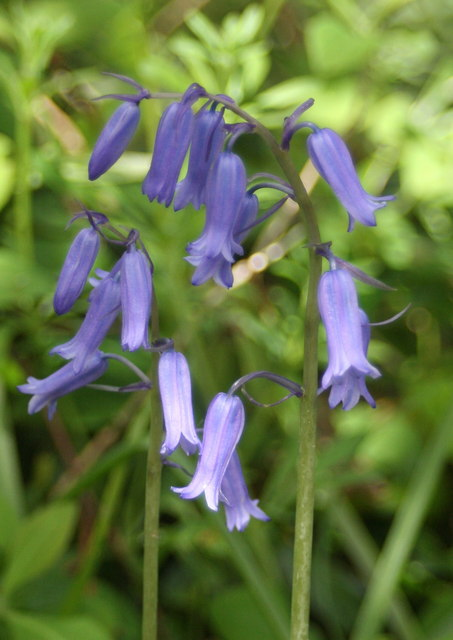